# موزه خاور نزدیک برلین

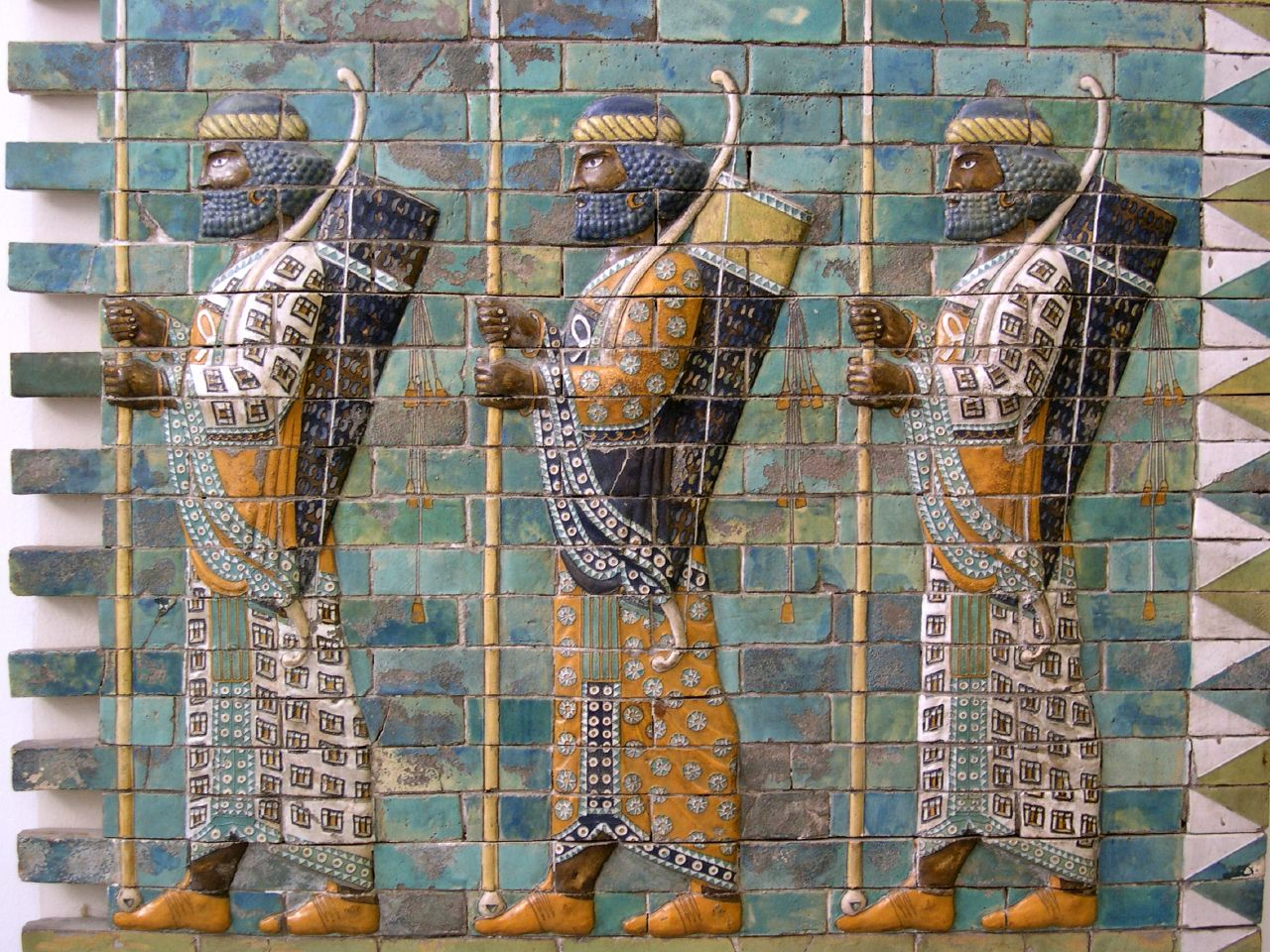
سربازان پارسی در موزه برلین

موزه خاور نزدیک برلین (فوردر آسیاتیشس) (آلمانی: [ˈfɔʁdɐ. ʔaˌzi̯atɪʃəs muˈze:ʊm]) یک موزه باستان‌شناسی در برلین است. این موزه در بال جنوبی موزه پرگامون قرار دارد و یکی از بزرگ‌ترین مجموعه‌های هنری جنوب غربی آسیا را در خود جای داده‌است. چهارده سالن که در ۲۰۰۰ متر مربع از سطح موزه توزیع شده‌اند، فرهنگ جنوب غرب آسیا را در شش هزاره به نمایش می‌گذارند. این نمایشگاه‌ها دوره‌هایی از هزاره ششم قبل از میلاد تا زمان فتوحات مسلمانان را پوشش می‌دهد.
این مجموعه به ویژه از سرزمین‌های امروزی عراق، سوریه و ترکیه و هم چنین با یافته‌های منحصر به فردی از مناطق دیگر سرچشمه می‌گیرند. این یافته‌ها شامل دوران نوسنگی هم هست ولی تأکید این مجموعه بر یافته‌های سومر، بابل و آشور و همچنین شمال سوریه و شرق آناتولی است. حفاری‌های صورت گرفته در شهرهای مهم تاریخی مانند اوروک، شوروپک، آسور، هتوشا، تل ال آمارنا، تل حلف (گوزانا)، سامال، توپراکاله و بابل، پایه و اساس مجموعه موزه را ساخت و خرید آثار یافت شده بعدی از شهرهای نمرود، نینوا، شوش و پرسپولیس آن را کامل تر کرد.
این موزه یافته‌هایی از فرهنگ‌های سومر، اکد، بابل، آشور، هیتی‌ها و آرامی‌ها را نشان می‌دهد که بیشترشان از طریق انجمن شرقی آلمان به برلین راه یافتند. تاریخچه ایجاد این موزه با ایجاد بخش خاورمیانه در موزه‌ سلطنتی در سال ۱۸۹۹ آغاز شد. در سال ۱۹۲۹، اشیاء موجود در موزه به‌طور موقت در موزه بوده و پرگامون قرار داشتند و از سال ۱۹۳۰ در دسترس عموم قرار گرفتند. در طول جنگ جهانی دوم، خسارت ناچیزی به موزه وارد شد. غنیمت های هنری که پس از جنگ در قالب نمایشگاه‌های سیار به اتحاد جماهیر شوروی برده شده بودند، در سال ۱۹۵۸ به آلمان شرقی بازگردانده شدند. این مجموعه به عنوان موزه خاور نزدیک در سال ۱۹۵۳ بازگشایی شد.
اشیاء قابل توجه این مجموعه عبارتند از دروازه ایشتار و راه صفوف بابل، بقایای شهر باستانی بابل، بخش‌هایی از معبد اینا (عانا) و معبد کاراینداش به اینانا در اوروک.
این موزه همچنین دارای تعدادی مهره و مهر استوانه ای مربوط به منطقه جنوب غربی آسیا و همچنین متون خط میخی است. دارای بیش از ۲۰۰ نامه عمارنه و همین طور قطعه بزرگتر از لوح سیپار از حماسه گیلگمش است که بر خلاف نسخه‌های بعدی حماسه، شامل نصایح سیدوری نیز است.

## نگارخانه

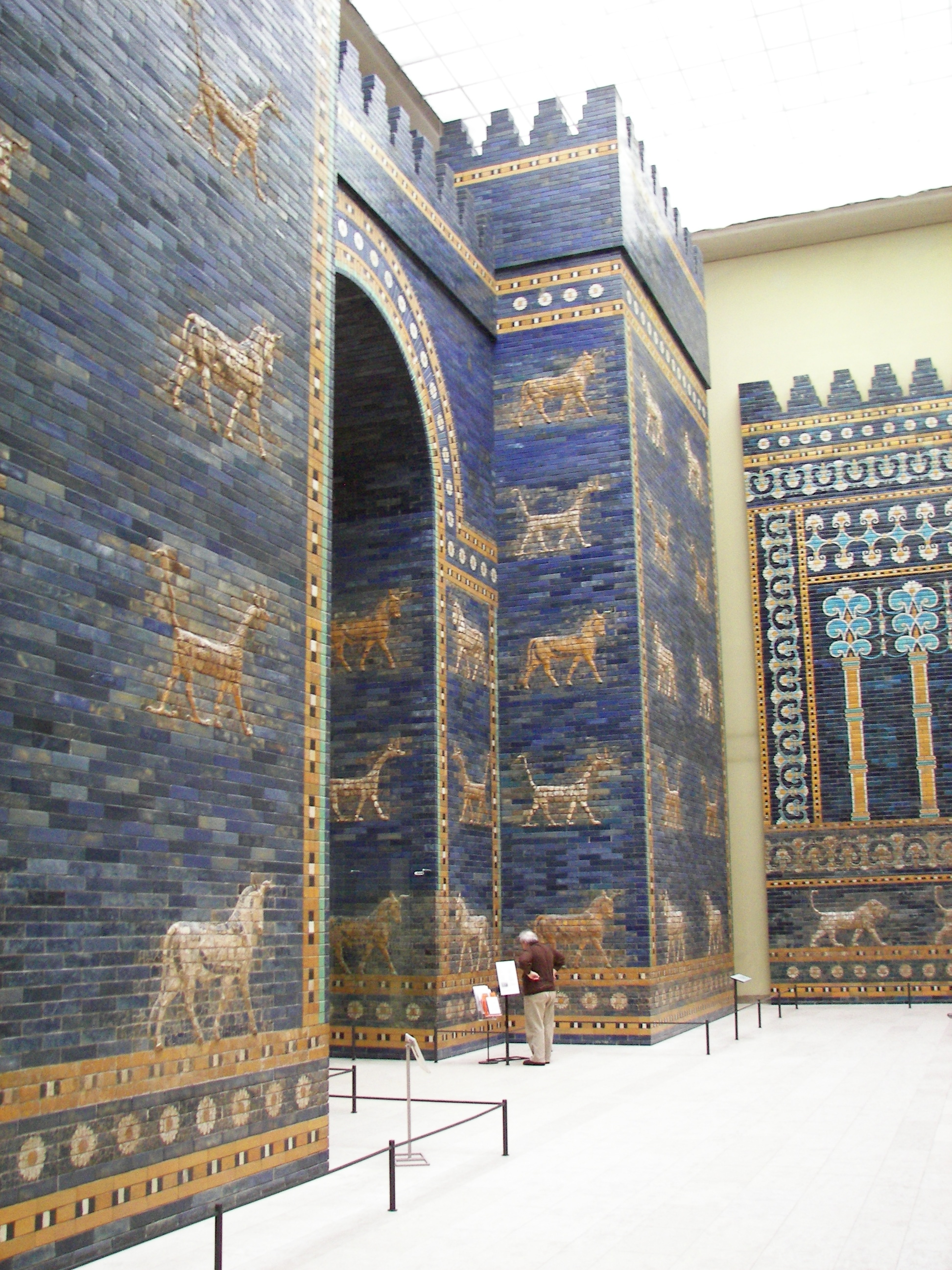
نمایی از دروازه ایشتار
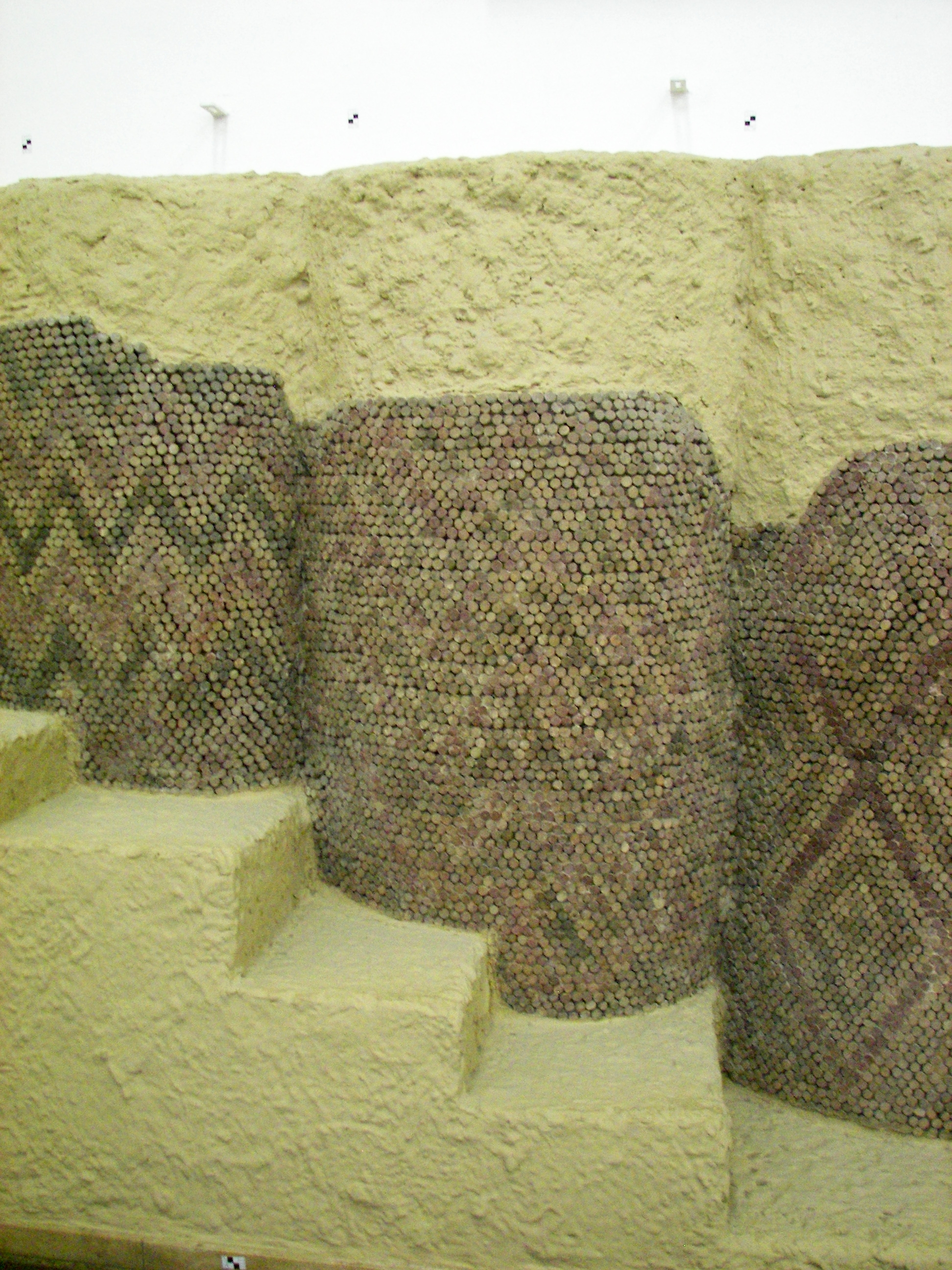
بازسازی موزاییکی از معبد اینا
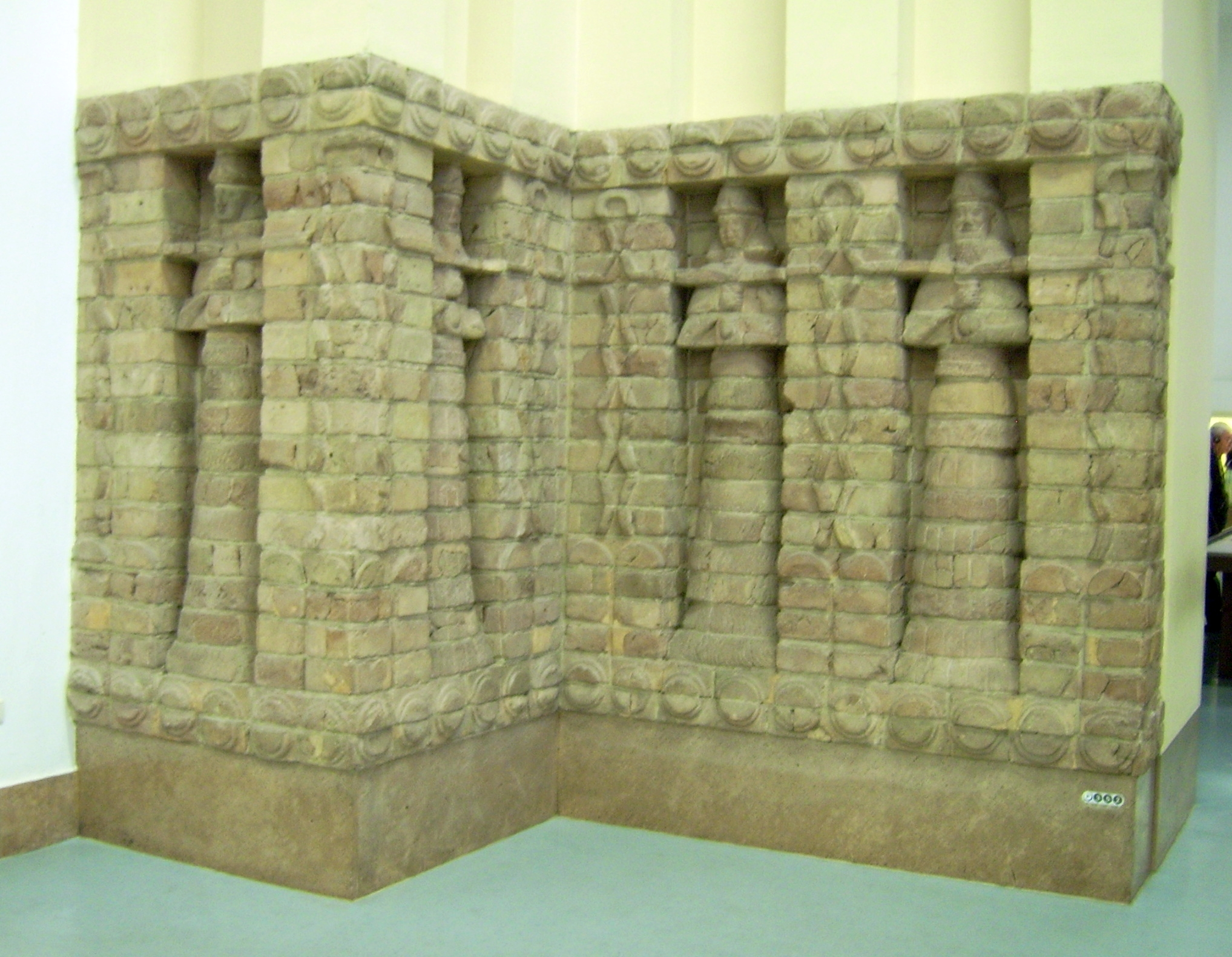
بخشی از معبد کاراینداش به اینانا در اوروک